# Camilla Del Soldato
Camilla Poggi, più conosciuta col nome da coniugata Camilla Del Soldato (Reggio Emilia, 23 settembre 1862 – Milano, 19 marzo 1940), è stata una scrittrice e traduttrice italiana.

## Biografia
Camilla Poggi nacque a Reggio Emilia il 23 settembre 1862. Suo padre Ulisse Poggi, discendente da una famiglia toscana che aveva origini nobili, era un letterato e patriota, funzionario del Ministero della pubblica istruzione.
Seguendo gli incarichi di lui, la famiglia si trasferì dapprima a Belluno, quindi a Piacenza, dove egli aveva ricevuto l'incarico di Provveditore agli studi.
Camilla, allora adolescente, viveva in famiglia con la madre e le sorelle. Il padre seguiva da vicino i suoi studi e la indirizzò verso la letteratura italiana e straniera, in particolare quella inglese.
La guida del padre le fece probabilmente conoscere periodici per ragazzi che si pubblicavano in quegli anni, ai quali lui stesso collaborava, «Le Prime letture» e il «Giornale per i bambini». Queste letture avrebbero in seguito suscitato in lei l'interesse per la letteratura giovanile.
Camilla aveva anche una evidente disposizione per l'arte figurativa, sicché la famiglia l'affidò ad un insegnante privato che ritenne di prepararla per entrare all'Accademia di Brera.
Il progetto tuttavia non poté avere seguito, poiché il padre nel frattempo fu trasferito a Prato, per dirigere il collegio Cicognini.
Nel 1887 Camilla sposò Oreste Del Soldato e dal matrimonio nacquero cinque figli. Nel 1907 la loro famiglia si trasferì a Milano in seguito ad un dissesto economico. Qui lei, oltre a impegnarsi in attività filantropiche, avvicinandosi anche al movimento per l'emancipazione femminile, cominciò a collaborare a periodici come «La Nostra rivista femminile» e l'«Illustrazione femminile».
Per incarico dell'editore Cogliati, partecipò alla traduzione dall'inglese di The Children's Encyclopædia di Arthur Mee, che uscì a fascicoli a partire dal 1908, la cui edizione italiana si intitolò Enciclopedia dei ragazzi. Le sue traduzioni nell'enciclopedia erano generalmente inserite nelle pagine dedicate ai più piccoli e questo risvegliò nella scrittrice emiliana l'interesse per la letteratura giovanile. Caratteristica della sua partecipazione fu la presenza di numerosi limerick, filastrocche umoristiche e nonsense che Camilla Del Soldato adattò rendendoli accessibili al pubblico italiano.
Negli anni successivi cominciò a scrivere rivolgendosi ai più giovani. Esordì con il romanzo autobiografico Mattina di vita (1914) sulla spinta dell'editore Ulrico Hoepli, a cui seguirono altri di genere sia realistico-sentimentale sia fantastico, anche con tratti umoristici che sviluppavano la sua esperienza iniziatasi con l'Enciclopedia dei ragazzi.
Dagli anni venti, quando fu chiamata a dirigere la collana «Biblioteca delle giovani italiane» della casa editrice Le Monnier, si indirizzò più in particolare alle ragazze.
Nei suoi ultimi anni, gli anni trenta, si fece coinvolgere nelle sue opere da sentimenti più in linea con la dominante ideologia fascista.
Morì a Milano il 19 marzo 1940.

## Opere
- Mattina di vita, Hoepli, 1914
- Le memorie del merlo zoppo, 1920
- Occhi ridenti, 1923
- Libro per tutti i bambini grandi e piccini, 1925
- La novella delle novelle ed altre fiabe, 1926
- Le esperienze di Rosetta, Firenze, Le Monnier, 1924
- La casa di cristallo, Firenze, Le Monnier, 1926
- Il focolare, Firenze, Le Monnier, 1929
- Le idee di Serenella, Firenze, Le Monnier, 1931
- L' unica via, Firenze, Le Monnier, 1933